# 31 juillet 2013
Le mercredi 31 juillet 2013 est le 212e jour de l'année 2013.

## Décès
- Michael Ansara (né le 15 avril 1922), acteur américain d'origine syrienne ;
- Michel Donnet (né le 1er avril 1917), aviateur de la Force Aérienne belge et de la R.A.F. ;
- John Graves (né le 6 août 1920), écrivain américain ;
- Jean-Michel Lemétayer (né le 2 juin 1951), syndicaliste agricole français ;
- Jean Madiran (né le 14 juin 1920), journaliste et essayiste français ;
- Marie Noppen de Matteis (née le 16 juillet 1921), artiste peintre italienne devenue belge.

## Événements
- Sortie du film Les Schtroumpfs 2 ;
- sortie française du film Magnifica presenza ;
- sortie du simple Hajimari no Umi par Māya Sakamoto ;
- Sortie du simple Summer Trip au Japon ;
- sortie du single Vitalization par Nana Mizuki, toujours au Japon.